# Przedział predykcji
Przedział predykcji – wyznaczone na podstawie zebranych danych oszacowanie zakresu, w którym z ustalonym prawdopodobieństwem (równym {\displaystyle 1-\alpha }) będzie mieścić się nowa obserwacja pochodząca z badanej populacji. Przedziały predykcji to narzędzie wnioskowania statystycznego. Są one używane przede wszystkim, ale nie wyłącznie, w analizie regresji.

## Przedział predykcji na podstawie próby losowej
Załóżmy, że z populacji, co do której w przybliżeniu możemy założyć rozkład normalny, pobrano {\displaystyle n}-elementową prostą próbę losową. W takiej sytuacji przedział predykcji dla nowej obserwacji pochodzącej z tej samej populacji można wyznaczyć na podstawie wzoru:
{\displaystyle {\bar {x}}\pm t_{\left({\alpha }/{2},n-1\right)}s{\sqrt {1+{\frac {1}{n}}}}},
gdzie {\displaystyle {\bar {x}}} to średnia z próby, {\displaystyle s} to odchylenie standardowe z próby, zaś {\displaystyle t_{\left({\alpha }/{2},n-1\right)}} to kwantyl rzędu {\displaystyle 1-{\frac {\alpha }{2}}} rozkładu t Studenta z {\displaystyle n-1} stopniami swobody. 
Warto zauważyć, że przedział predykcji jest zwykle dużo szerszy niż analogiczny przedział ufności dla średniej wyrażony podobnym wzorem: {\displaystyle {\bar {x}}\pm t_{\left({\alpha }/{2},n-1\right)}s{\sqrt {\frac {1}{n}}}}. Jest tak dlatego, że przedział ufności stanowi oszacowanie średniej, a przedział predykcji oszacowanie pojedynczej nowej wartości z populacji. 

## Przedział predykcji w regresji prostej
Korzystając z klasycznego modelu regresji prostej (regresji liniowej z jedną zmienną objaśniającą), można prognozować wartość zmiennej objaśnianej dla nowej obserwacji {\displaystyle h}, pochodzącej z populacji, używając wzoru:
{\displaystyle {\hat {y}}_{h}\pm t_{(\alpha /2,n-2)}{\hat {\sigma }}{\sqrt {1+{\frac {1}{n}}+{\frac {(x_{h}-{\bar {x}})^{2}}{\sum _{i=1}^{n}(x_{i}-{\bar {x}})^{2}}}}}}
gdzie {\displaystyle x_{h}} to wartość zmiennej objaśniającej nowej obserwacji, {\displaystyle {\hat {y}}_{h}} to prognoza punktowa zmiennej objaśnianej, {\displaystyle n} to liczba obserwacji wykorzystanych do zbudowania modelu (liczebność próby), {\displaystyle {\bar {x}}} to średnia wartość zmiennej objaśniającej w próbie, {\displaystyle t_{\left({\alpha }/{2},n-2\right)}} to kwantyl rzędu {\displaystyle 1-{\frac {\alpha }{2}}} rozkładu t Studenta z {\displaystyle n-2} stopniami swobody, zaś {\displaystyle {\hat {\sigma }}} to pierwiastek ze średniego kwadratu reszt {\displaystyle {\hat {\sigma }}^{2}}:
{\displaystyle {\hat {\sigma }}^{2}={\frac {\sum _{i}(y_{i}-{\hat {y}}_{i})^{2}}{n-2}}}

## Przedział predykcji w regresji wielorakiej
Dla modelu klasycznej liniowej regresji wielorakiej przedział predykcji możemy wyznaczyć, stosując wzór:
{\displaystyle {\hat {y}}_{h}\pm t_{(\alpha /2,n-k-1)}{\hat {\sigma }}{\sqrt {1+\mathbf {x} _{h}^{\top }(\mathbf {X} ^{\top }\mathbf {X} )^{-1}\mathbf {x} _{h}}}},
gdzie {\displaystyle \mathbf {x} _{h}} to wektor zmiennych objaśniających nowej obserwacji (z elementem równym jeden odpowiadającym wyrazowi wolnemu, zwykle na pierwszej pozycji), {\displaystyle {\hat {y}}_{h}} to prognoza punktowa zmiennej objaśnianej, {\displaystyle n} to liczba obserwacji wykorzystanych do zbudowania modelu (liczebność próby), {\displaystyle k} to liczba zmiennych objaśniających, {\displaystyle \mathbf {X} } to macierz układu zawierająca kolumnę jedynek odpowiadającą wyrazowi wolnemu oraz wartości {\displaystyle k} zmiennych objaśniających (w kolumnach) dla {\displaystyle n} obserwacji (w wierszach), {\displaystyle t_{\left({\alpha }/{2},n-k-1\right)}} to kwantyl rzędu {\displaystyle 1-{\frac {\alpha }{2}}} rozkładu t Studenta z {\displaystyle n-k-1} stopniami swobody, zaś {\displaystyle {\hat {\sigma }}} to pierwiastek ze średniego kwadratu reszt wyznaczonego za pomocą wzoru:
{\displaystyle {\hat {\sigma }}^{2}={\frac {\sum _{i}(y_{i}-{\hat {y}}_{i})^{2}}{n-k-1}}}.